# Stegastes imbricatus
 Stegastes imbricatus és una espècie de peix de la família dels pomacèntrids i de l'ordre dels perciformes.

## Morfologia
Els mascles poden assolir els 10 cm de longitud total.

## Distribució geogràfica
Es troba des del Senegal fins a Angola. També a les Canàries, Cap Verd i les illes del golf de Guinea.